# Вильгельм Фридрих цу Вид
Вильгельм Фридрих цу Вид (полное имя — Вильгельм Фридрих Герман Отто Карл фон Вид; 27 июня 1872, Нойвид — 18 июня 1945, Нойвид) — немецкий дворянин, 6-й князь Вид (1907—1945). Старший брат Вильгельма Вида, князя Албании.

## Ранняя жизнь

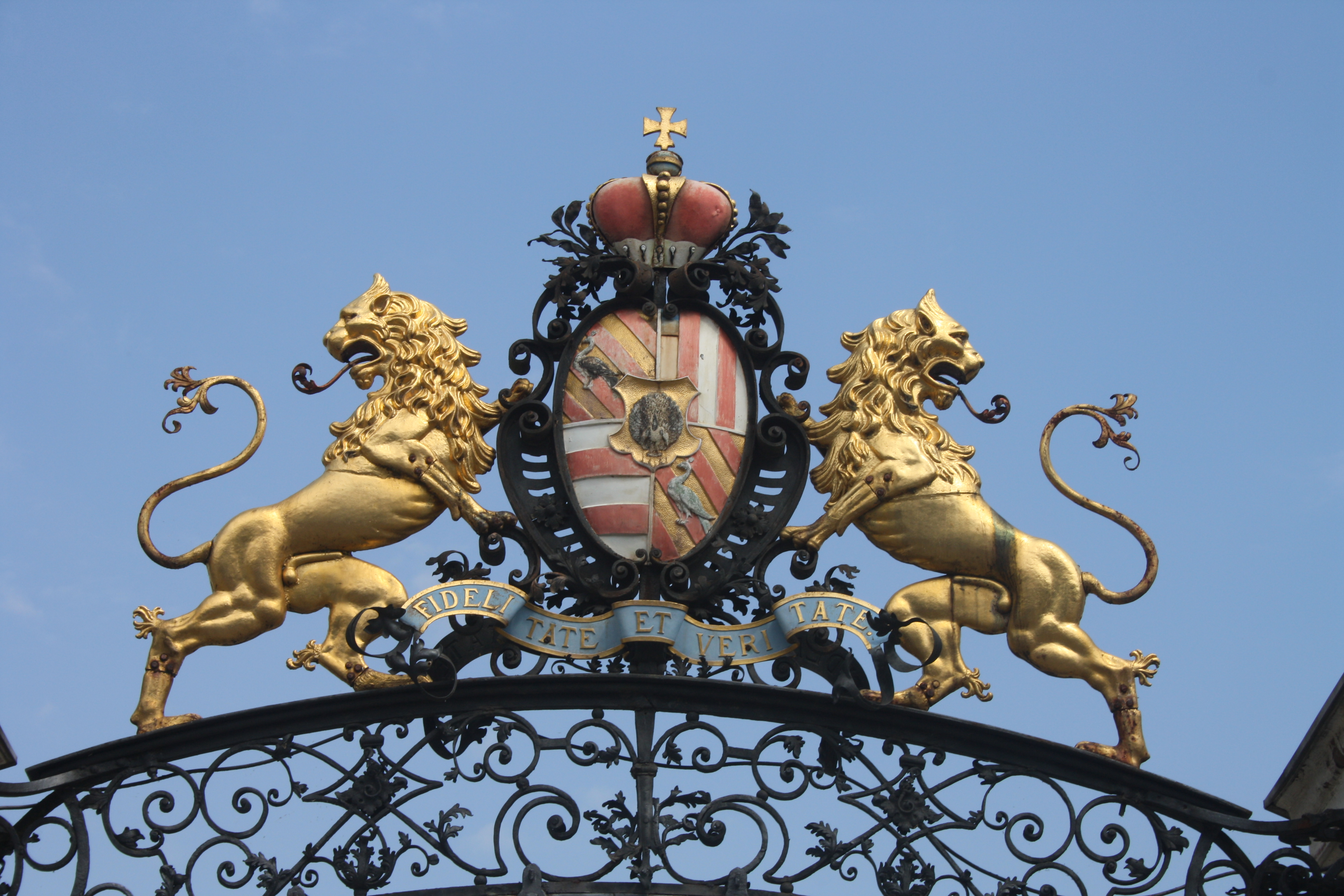
Герб княжеского дома Вид

Вильгельм Фридрих родился в замке Нойвид, Королевство Пруссия. Старший сын Вильгельма цу Вида (1845—1907), 5-го князя Вида (1864—1907; сына Германа цу Вида и принцессы Марии Нассауской), и его жены Марии Нидерландской (1841—1910; дочери принца Фридриха Нидерландского и принцессы Луизы Прусской). По отцовской линии он был потомком короля Великобритании Георга II Ганноверского. Его прадедами были король Голландии Виллем I и король Пруссии Фридрих Вильгельм III. Племянник королевы Румынии Елизаветы.

## Брак и дети
29 октября 1898 года в Штутгарте женился на принцессе Паулине Вюртембергской (19 декабря 1877 — 7 мая 1965), дочери короля Вюртемберга Вильгельма II и его первой жены Марии Вальдек-Пирмонтской, дочери Георга Виктора, князя Вальдек-Пирмонтского. Супруги имели двух детей:
- Герман цу Вид (18 августа 1899 — 5 ноября 1941), наследный князь Вид, был женат на графине Марии Антонии Штольберг-Вернигероде
- Принц Дитрих цу Вид (30 октября 1901 — 8 июня 1976), женат на графине Антуанетте Юлии фон Гроте

После свадьбы супруги поселились вначале в Потсдаме, где Фридрих командовал полком, а в 1902 году переселились в Берлин. С 1907 году они жили в своей резиденции в Нойвиде.

## Князь Вид
В октябре 1907 года после смерти отца Вильгельм Фридрих, как старший из сыновей, унаследовал титул князя Вида.
В 1918 году после революции в Германии и свержения монархии все дворянские титулы и должности были упразднены. Он стал титулярным князем до своей смерти в 1945 году. Титул унаследовал его 14-летний внук Фридрих Вильгельм (1931—2000), так его старший сын Герман умер от ран, полученных во время боёв во время Второй мировой войны в Жешуве (Польша).
Во время Первой мировой войны он служил в чине полковника в группе армии под командованием Александра фон Линзингена в Южной Польше. 5 октября 1916 года тесть — король Вюртемберга Вильгельм II — наградил его Большим крестом ордена Вюртембергской короны.

## Титулы
- 27 июня 1872 — 22 октября 1907 — Его Светлость Наследный Принц Вид
- 22 октября 1907 — 18 июня 1945 — Его Светлость Князь Вид